# Campionati mondiali di sollevamento pesi 2017 - 48 kg femminile
Le gare di sollevamento pesi della categoria fino a 48 kg femminile — pesi gallo — dei campionati mondiali del 2017 si sono svolte dal 28 al 29 novembre 2017 ad Anaheim presso l'Anaheim Convention Center Arena.
Nurcan Taylan nel giugno del 2016, attraverso una nuova analisi delle provette, venne riscontrata positiva allo stanozololo ai Giochi olimpici di Pechino del 2008; in un primo momento sospesa, fu squalificata dapprima per otto anni, incrementata a dieci, e il record mondiale da lei detenuto nello slancio fu revocato nel 2021.

## Programma
L'orario indicato corrisponde a quello californiano (UTC–08:00)
| Data             | Orario | Evento   |
| ---------------- | ------ | -------- |
| 28 novembre 2017 | 13:55  | Gruppo B |
| 29 novembre 2017 | 17:25  | Gruppo A |

## Medagliate
Per ciascun esercizio, le prime tre classificate sono le seguenti:
| Esercizio | Oro                   | Oro    | Argento               | Argento | Bronzo               | Bronzo |
| --------- | --------------------- | ------ | --------------------- | ------- | -------------------- | ------ |
| Strappo   | Thunya Sukcharoen     | 86 kg  | Saikhom Mirabai Chanu | 85 kg   | Ana Segura           | 81 kg  |
| Slancio   | Saikhom Mirabai Chanu | 109 kg | Thunya Sukcharoen     | 107 kg  | Chiraphan Nanthawong | 102 kg |
| Totale    | Saikhom Mirabai Chanu | 194 kg | Thunya Sukcharoen     | 193 kg  | Ana Segura           | 182 kg |

## Record
Prima di questa competizione, i record mondiali esistenti erano i seguenti:
| Record mondiale | Strappo | Yang Lian                 | 98 kg         | Santo Domingo, Repubblica Dominicana | 1º ottobre 2006                  |
| Record mondiale | Slancio | Nurcan Taylan Chen Xiexia | 121 kg 120 kg | Adalia, Turchia Tai'an, Cina         | 17 settembre 2010 21 aprile 2007 |
| Record mondiale | Totale  | Yang Lian                 | 217 kg        | Santo Domingo, Repubblica Dominicana | 1º ottobre 2006                  |

## Risultati
| Pos. | Atleta                      | Gr. | Peso atleta | Strappo (kg) | Strappo (kg) | Strappo (kg) | Strappo (kg) | Slancio (kg) | Slancio (kg) | Slancio (kg) | Slancio (kg) | Totale |
| Pos. | Atleta                      | Gr. | Peso atleta | 1            | 2            | 3            | Pos.         | 1            | 2            | 3            | Pos.         | Totale |
| ---- | --------------------------- | --- | ----------- | ------------ | ------------ | ------------ | ------------ | ------------ | ------------ | ------------ | ------------ | ------ |
|      | Saikhom Mirabai Chanu (IND) | A   | 47.98       | 83           | 85           | 85           |              | 103          | 107          | 109          |              | 194    |
|      | Thunya Sukcharoen (THA)     | A   | 47.58       | 83           | 86           | 88           |              | 105          | 107          | 109          |              | 193    |
|      | Ana Segura (COL)            | A   | 47.95       | 78           | 81           | 83           |              | 98           | 101          | 104          | 4            | 182    |
| 4    | Vương Thị Huyền (VIE)       | A   | 47.93       | 80           | 84           | 84           | 4            | 100          | 100          | 100          | 5            | 180    |
| 5    | Chiraphan Nanthawong (THA)  | A   | 47.76       | 75           | 77           | 79           | 9            | 97           | 99           | 102          |              | 179    |
| 6    | Elena Andrieș (ROU)         | A   | 47.66       | 77           | 77           | 79           | 5            | 91           | 95           | 98           | 7            | 177    |
| 7    | Alyssa Ritchey (USA)        | A   | 47.97       | 75           | 75           | 78           | 8            | 95           | 99           | 101          | 6            | 177    |
| 8    | Anaïs Michel (FRA)          | A   | 47.73       | 78           | 78           | 80           | 7            | 97           | 100          | 100          | 8            | 175    |
| 9    | Carolina Valencia (MEX)     | B   | 47.90       | 73           | 75           | 77           | 10           | 95           | 98           | 98           | 10           | 170    |
| 10   | Mizuki Yanagida (JPN)       | B   | 47.83       | 70           | 72           | 74           | 11           | 90           | 93           | 95           | 11           | 169    |
| 11   | Amanda Braddock (CAN)       | B   | 47.65       | 71           | 74           | 74           | 12           | 91           | 91           | 95           | 13           | 165    |
| 12   | Genny Pagliaro (ITA)        | A   | 47.83       | 73           | 75           | 75           | 13           | 92           | 92           | 92           | 12           | 165    |
| 13   | Angélica Campoverde (ECU)   | B   | 47.46       | 70           | 73           | 75           | 14           | 90           | 93           | 93           | 14           | 163    |
| 14   | Ibuki Takahashi (JPN)       | B   | 47.19       | 68           | 70           | 72           | 15           | 90           | 90           | 93           | 16           | 162    |
| 15   | Fiorella Cueva (PER)        | B   | 46.81       | 63           | 66           | 68           | 17           | 87           | 90           | 92           | 15           | 156    |
| —    | Nguyễn Thị Thúy (VIE)       | A   | 47.98       | 76           | 78           | 80           | 6            | 104          | 104          | 104          | —            | —      |
| —    | Daniela Pandova (BUL)       | B   | 47.88       | 69           | 69           | 69           | 16           | 88           | 88           | 88           | —            | —      |
| —    | Manon Lorentz (FRA)         | B   | 47.97       | 75           | 75           | 75           | —            | —            | —            | —            | —            | —      |
| —    | Andrea de la Herrán (MEX)   | B   | 47.77       | 74           | 74           | 74           | —            | 90           | 90           | 90           | —            | —      |
| —    | Ýulduz Jumabaýewa (TKM)     | A   | 47.86       | 78           | 78           | 78           | —            | 95           | 100          | 104          | 9            | —      |